# McColl
McColl – miasto w Stanach Zjednoczonych, w stanie Karolina Południowa, w hrabstwie Marlboro.